# Yinshania sinuata
Yinshania sinuata är en korsblommig växtart som först beskrevs av Ke Chien Kuan, och fick sitt nu gällande namn av Al-shehbaz, G. Yang, L.L. Lu och Tai Yien Cheo. Yinshania sinuata ingår i släktet Yinshania och familjen korsblommiga växter.

## Underarter
Arten delas in i följande underarter:
- Y. s. qianwuensis
- Y. s. sinuata